# 原水駅
原水駅（はらみずえき）は、熊本県菊池郡菊陽町大字原水にある、九州旅客鉄道（JR九州）豊肥本線の駅である。

## 歴史
- 1920年（大正9年）7月25日：鉄道省（後に日本国有鉄道）宮地軽便線の三里木 - 肥後大津間に新設開業[2][3]。
- 1928年（昭和3年）12月2日：路線名の改称に伴い、豊肥本線の駅となる[2]。
- 1962年（昭和37年）
  - 4月1日：業務委託駅となる（日本交通観光社に委託）[4]。
  - 10月1日：貨物取扱廃止[3]。
- 1971年（昭和46年）10月1日：荷物扱い廃止[5]。無人駅となる[6]。
- 1987年（昭和62年）4月1日：国鉄分割民営化により九州旅客鉄道が継承[2][3]。
- 2012年（平成24年）12月1日：交通系ICカードSUGOCA導入[7]。
- 2024年（令和6年）2022年度の1日あたりの乗車人員1089人が2023年度は約1.5倍ほど増えた影響でホームの幅を2mから1m延長し、2024年度中に完成させる予定と発表した。

## 駅構造
相対式ホーム2面2線を有する地上駅。互いのホームは構内踏切で連絡している。構内の分岐器は片開きだが、信号システムが対応していないため一線スルー方式ではない。無人駅であるが、自動券売機が設置されている。

### のりば
| のりば | 路線      | 方向 | 行先               |
| ------ | --------- | ---- | ------------------ |
| 1      | ■豊肥本線 | 上り | 水前寺・熊本方面   |
| 2      | ■豊肥本線 | 下り | 肥後大津・阿蘇方面 |

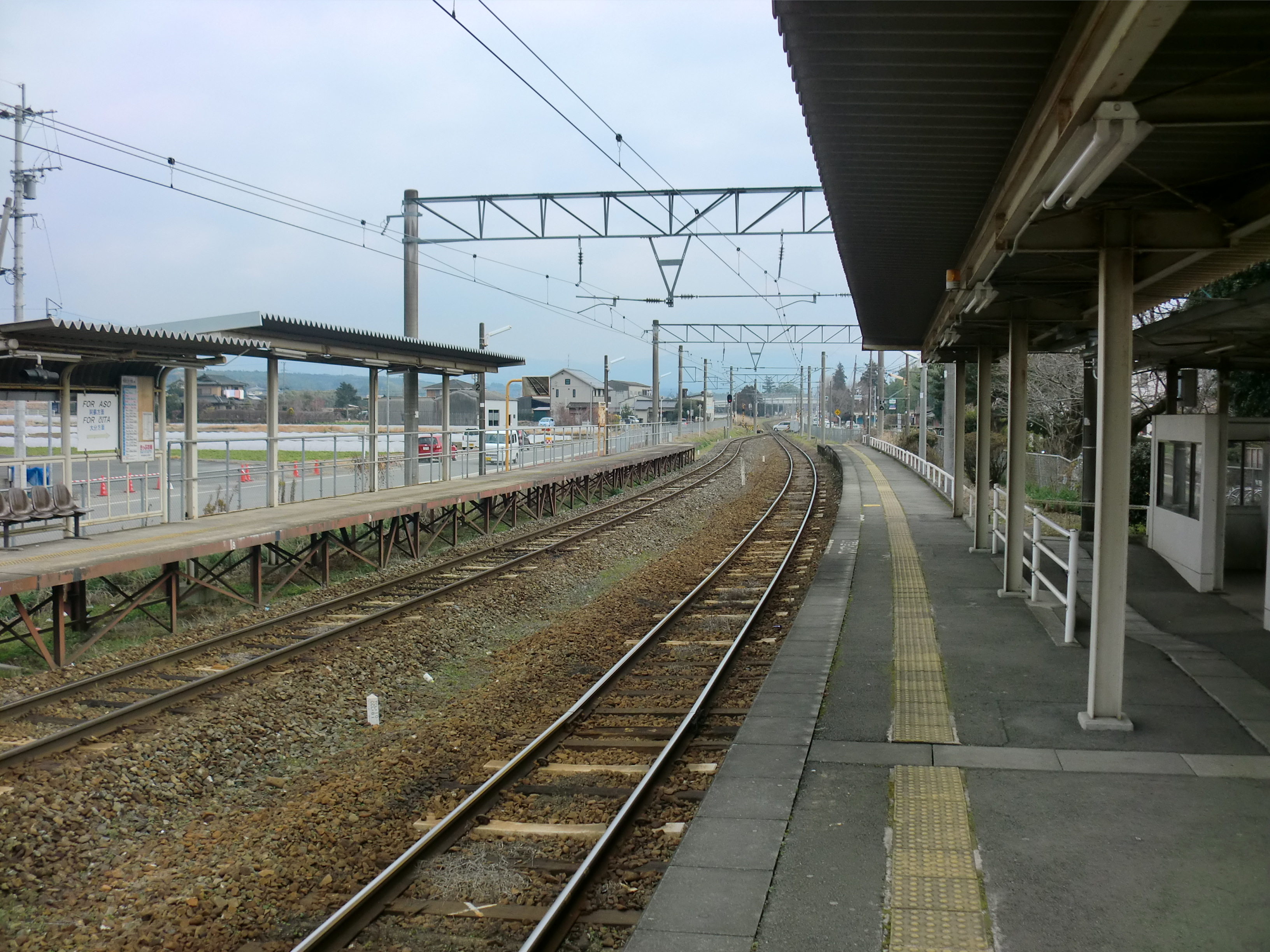
ホーム（2014年1月）
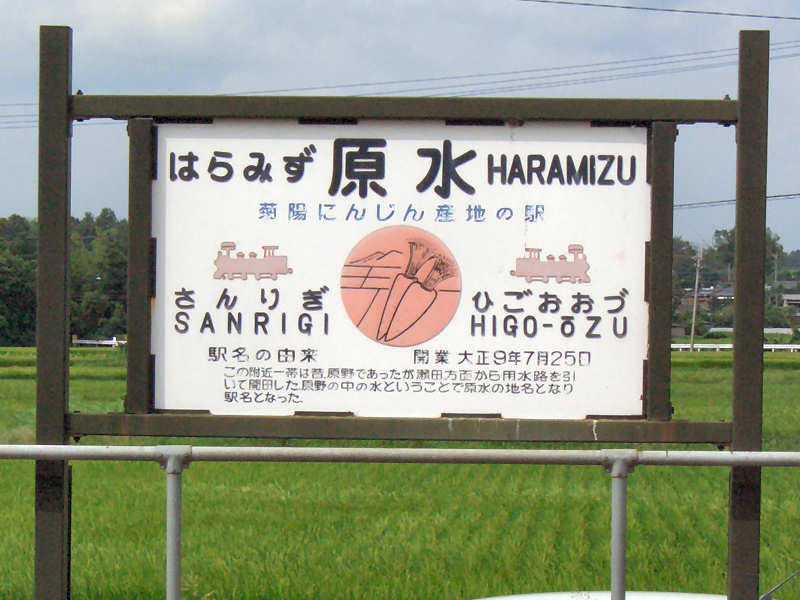
地元の名産にちなんだデザインの駅名標（2006年9月）

## 利用状況
2023年度の1日平均乗車人員は1,445人である。セミコンテクノパーク整備により2022年度以降利用客数が急増している。
| 年度   | 1日平均 乗車人員 | 増加率 |
| ------ | ---------------- | ------ |
| 2016年 | 668              |        |
| 2017年 | 816              | 22.2%  |
| 2018年 | 945              | 15.8%  |
| 2019年 | 1,001            | 5.9%   |
| 2020年 | 780              | -22.1% |
| 2021年 | 878              | 12.6%  |
| 2022年 | 1,089            | 24.0%  |
| 2023年 | 1,445            | 33.0%  |

## 駅周辺
道路に沿って住宅や商店が並んでいる他は、田畑の広がる地域である。
- 菊陽町役場
- 菊陽原水郵便局
- 聞光寺
- 鼻ぐり井手公園
- セミコンテクノパーク

ソニーセミコンダクタ九州熊本工場
JASM本社・熊本工場（TSMCの日本法人子会社）
熊本県立技術短期大学校
熊本ニチアス
- 鉄砲小路
- 国道57号
- 熊本県道337号熊本菊陽線

## バス路線
駅南側の県道337号上に原水駅前バス停と北側に原水駅北口バス停が設置されており、以下の路線バスが運行されている。
- この項目では「原水駅」および「原水駅北口」バス停留所の発着便を表記。なお、「桜町バスターミナル」は「桜町BT」に省略。

| 運行事業者                     | 運行系統                | 行先 | 備考                                 |
| 原水駅前（駅南側）             | 原水駅前（駅南側）      | 原水駅前（駅南側） | 原水駅前（駅南側）                   |
| ------------------------------ | ----------------------- | --- | ------------------------------------ |
| 駅舎側（大津方面）             |                         | |                                      |
| 産交バス                       | E3-5                    | 大津産交（原水駅前、大津駅前、大津町運動公園入口経由）吹田団地（原水駅前、大津駅前、大津町運動公園入口、吹田団地入口経由） | 大津方面は午後からの運行（本数少）   |
| 反対側（熊本市街方面）         |                         | |                                      |
| 産交バス                       | E3-5                    | 桜町BT（三里木、二里木・竜田口駅前・子飼橋・水道町経由）                                                                   | 本数少。                             |
| 原水駅北口（駅北側ロータリー） |                         | |                                      |
| 電鉄バス                       | SC （セミコン通勤バス） | <セミコンテクノパーク循環>県立技術短期大学前 → ソニーセミコンダクタ前 → PILLAR前 → 東京エレクトロン九州前                  | 平日のみ、「JASM」には行かない。     |
| 電鉄バス                       | SC （セミコン通勤バス） | <セミコンテクノパーク循環>JASM前 → ソニーセミコンダクタ前 → PILLAR前 → 東京エレクトロン九州前                              | 「県立技術短期大学前」は通過。       |
| 電鉄バス                       | SC （セミコン通勤バス） | <JASM前ピストン便>県立技術短期大学前 → JASM前                                                                              | 平日朝のみ。                         |
| 電鉄バス                       | SC （セミコン通勤バス） | <セミコンテクノパーク循環>県立技術短期大学前 → JASM前 → ソニーセミコンダクタ前 → PILLAR前 → 東京エレクトロン九州前         | 平日朝10時台から14時台の運行便のみ。 |

過去
2024年3月まで菊陽巡回バス・キャロッピー号の「中央循環線（東ルート）」が原水駅前バス停留所を発着していたが2024年4月に「中央循環線（東ルート・西ルート）」の統合により当停留所は運行コースから外れ代替として予約制乗合タクシーが当駅周辺をカバーしている。

## 隣の駅
九州旅客鉄道（JR九州）
■豊肥本線
■普通
肥後大津駅 - 原水駅 - 三里木駅